# Juli 1998
Portal Geschichte | Portal Biografien | Aktuelle Ereignisse | Jahreskalender | Tagesartikel

◄ |
19. Jahrhundert |
20. Jahrhundert
| 21. Jahrhundert

◄ |
1960er |
1970er |
1980er |
1990er
| 2000er | 2010er | 2020er | ►

◄ |
1994 |
1995 |
1996 |
1997 |
1998
| 1999 | 2000 | 2001 | 2002 | ►

◄ |
April 1998 |
Mai 1998 |
Juni 1998 |
Juli 1998 |
August 1998 |
September 1998 |
Oktober 1998 |
►
Dieser Artikel behandelt aktuelle Nachrichten und Ereignisse im Juli 1998.

## Tagesgeschehen

### Mittwoch, 1. Juli 1998
- Belfast/Vereinigtes Königreich: Die Nordirland-Versammlung wählt David Trimble von der protestantischen sowie die Einheit des Königreichs befürwortenden Unionistenpartei zum ersten First Minister in der Geschichte des nordirischen Landesteils des Königreichs. Gemäß Karfreitagsabkommen hat er die Aufgabe, den Friedensprozess zwischen Iren, die politisch v. a. durch die Partei Sinn Féin vertreten werden, sowie Unionisten voranzutreiben. Trimbles Partei stellt der Sinn Féin die Bedingung, dass die Terrororganisation Provisorische Irisch-Republikanische Armee ihre Waffen niederzulegen habe, bevor die politische Zusammenarbeit beginnt.[1][2]
- Florenz/Italien: Der deutsche Fußballspieler Jörg Heinrich nimmt beim AC Florenz die Arbeit auf. Die vom AC Florenz an Borussia Dortmund gezahlte Ablösesumme für ihn ist mit 24,6 Millionen D-Mark die höchste, die jemals für einen deutschen Fußballer gezahlt wurde.[3]
- Wien/Österreich: Die Republik Österreich übernimmt, vom Vereinigten Königreich, erstmals den Vorsitz im Rat der Europäischen Union. Das Amt des Regierungschefs der EG erhält Viktor Klima.[4]

### Samstag, 4. Juli 1998
- Kagoshima/Japan: Vom Raumfahrtzentrum Kagoshima aus bringt eine M-V-Trägerrakete die erste Forschungsraumsonde der japanischen Weltraumorganisation Jaxa ins All. An Bord der Sonde mit dem Namen Nozomi befinden sich u. a. Geräte aus Deutschland und den Vereinigten Staaten. Das Ziel der Mission ist die Atmosphäre des Planeten Mars.[5]
- London/Vereinigtes Königreich: Die Tschechin Jana Novotná gewinnt als 33-Jährige erstmals das Damen-Einzel-Turnier der Wimbledon Championships im Tennis. Im Finale unterliegt ihr Nathalie Tauziat aus Frankreich mit 4:6 und 6:7. Den Wettbewerb im Damen-Doppel gewinnt Novotná an der Seite der Schweizerin Martina Hingis.[6][7]

### Sonntag, 5. Juli 1998
- London/Vereinigtes Königreich: Pete Sampras aus den USA gewinnt das Herren-Einzel-Turnier der Wimbledon Championships im Tennis gegen Goran Ivanišević aus Kroatien in drei Sätzen und feiert seinen fünften Gewinn des Turniers.[8]

### Montag, 6. Juli 1998

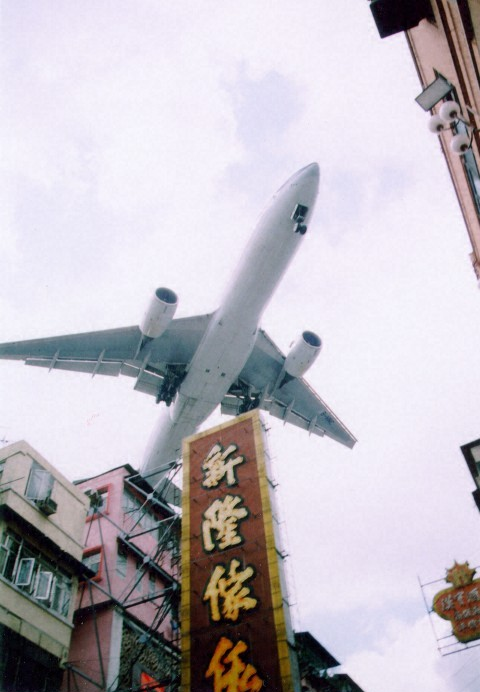
Landeanflug auf den seit heute stillgelegten Hong Kong International Airport in Kai Tak

- Hongkong/China: Auf dem neuen Hong Kong International Airport auf der Insel Chek Lap Kok beginnt der Linien-Flugbetrieb. Die Baukosten beliefen sich auf rund 20 Milliarden US-Dollar. Der Flughafen löst den innerstädtischen Hong Kong International Airport in Kai Tak ab, einen der gefährlichsten der Welt.[9]

### Dienstag, 7. Juli 1998
- New York/Vereinigte Staaten: Die Palästinensischen Autonomiegebiete erhalten von der Generalversammlung der Vereinten Nationen den Status autonomer Staat.[10]

### Mittwoch, 8. Juli 1998
- Budapest/Ungarn: Die Regierungsbildung unter dem neuen Ministerpräsidenten Viktor Orbán von der Partei Fidesz-MPP ist abgeschlossen. Als Koalitionspartner gewann seine rechtskonservative Partei die Landarbeiter-Partei und das Demokratische Forum. Das Kabinett wird heute vereidigt.[11]
- Wien/Österreich: Amtsinhaber Thomas Klestil (ÖVP) wird neuerlich als Bundespräsident vereidigt.[12]

### Sonntag, 12. Juli 1998
- Saint-Denis/Frankreich: Im Endspiel der 16. Fußball-Weltmeisterschaft besiegt Gastgeber Frankreich die brasilianische Nationalmannschaft mit 3:0. Es ist der erste Titel für Frankreich bei einer Fußball-WM.[13]

### Montag, 13. Juli 1998
- Deutschland, Indien: Der Investitionsschutzvertrag zwischen beiden Staaten tritt in Kraft.[14]

### Mittwoch, 15. Juli 1998
- Würzburg/Deutschland: Der Nationale Friedensrat Kolumbiens beschließt, mit der Guerillabewegung Nationale Befreiungsarmee Verhandlungen zur Beilegung des seit 1964 andauernden bewaffneten Konflikts in Kolumbien aufzunehmen. Die Deutsche Bischofskonferenz brachte Vertreter beider Seiten im Kloster Himmelspforten zusammen.[15]

### Mittwoch, 22. Juli 1998
- Klečka/Jugoslawien: Im Kosovokrieg ereignet sich ein sechstägiges Massaker der Befreiungsarmee des Kosovo an ethnischen Serben unweit der Stadt Pristina im Landesteil Kosovo. Nach serbischen Angaben sterben 22 Einwohner des Dorfs Klečka.[16]

### Samstag, 25. Juli 1998

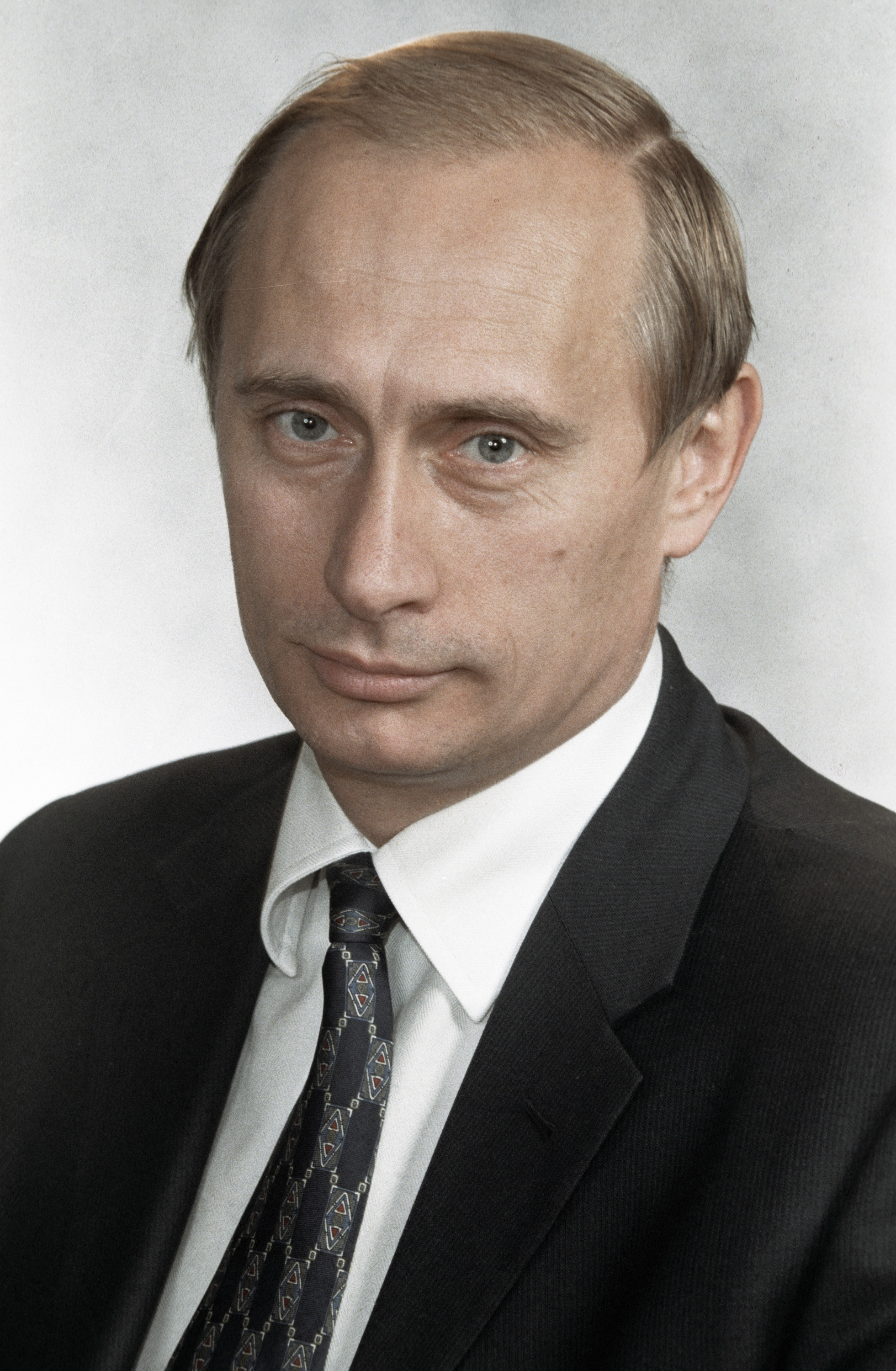
Wladimir Putin

- Moskau/Russland: Präsident Boris Jelzin ernennt Wladimir Putin zum Chef des Inlandsgeheimdienstes FSB.[17]

### Mittwoch, 29. Juli 1998
- Atlantik: Die Atlantische Hurrikansaison 1998 beginnt, als sich das Tiefdruckgebiet Alex drei Tage nach Beginn seiner Wanderung von der afrikanischen Küste in Richtung Westen zum Tropischen Wirbelsturm verstärkt.[18]